# 喉缩

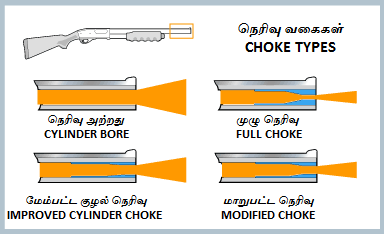
不同的喉缩对弹丸散布的影响

喉缩（英語：Choke，又稱：收束器）是一种安装在霰弹枪枪口的金属装置，内部呈锥形，用来控制弹丸的散布，现在通常安装在狩猎用霰弹枪上，提高设计性能。安装了喉缩后的霰弹枪，能提高射程和精准度。安装方式可以是通过螺纹拧紧，由射击者选择是否使用，也可以直接嵌在枪口，但不可取下。
喉缩的外径和霰弹枪的枪管贴合，内径通常是一个锥形通道，将霰弹枪原本的口径修正为喉缩的口径。有的喉缩能把弹丸的散布控制在极小的范围。